# Marc Soustrot

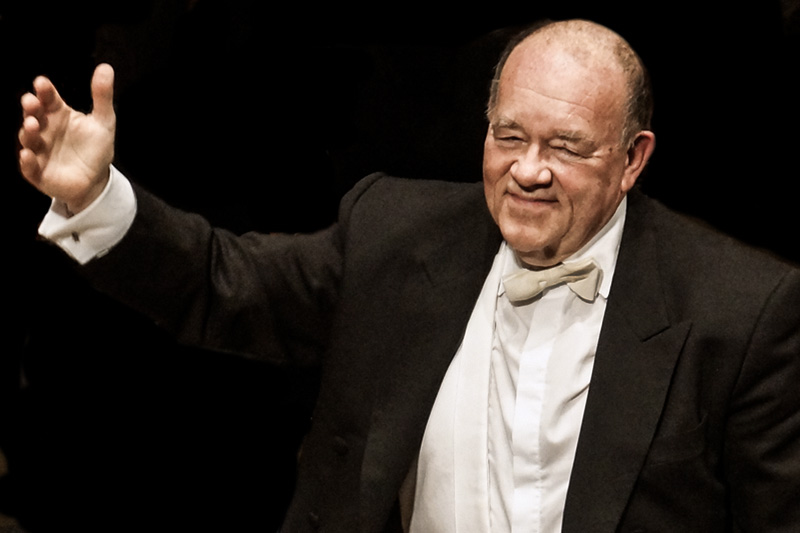
Marc Soustrot

Marc Soustrot (Lyon, 15 april 1949) is een Franse dirigent. Zijn broer is de trompettist Bernard Soustrot.

## Loopbaan
Soustrots loopbaan begon nadat hij twee grote internationale directieconcoursen won, in 1974 in Londen met het London Symphony Orchestra en in 1975 in Besançon. Vanaf 1978 tot aan 1994 was hij dirigent van het Orchestre des Pays de la Loire en van 1978 tot 1986 ook muzikaal leider van de Opera van Angers. Van 1986 tot 1990 was hij artistiek leider van de Opera van Nantes.
Van 1995 tot 2003 was hij Generalmusikdirektor van de stad Bonn, waardoor hij dirigent was van zowel het operatheater in Bonn als het orkest van de Beethovenhalle. Vanaf 1996 tot 2006 was hij dirigent van Het Brabants Orkest in Eindhoven. Sinds 2011 is Soustrot chef-dirigent van het Malmö Symfoniorkester in Zweden.
Met het orkest van de Beethovenhalle maakte hij opnames van Leonore en de Missa Solemnis, de Lucaspassie van Penderecki en Karl V van Křenek. Met de opera van Bonn dirigeerde hij onder meer Samson et Dalila, Madama Butterfly, Der Ring des Nibelungen, Wozzeck, Il trovatore, Ariadne auf Naxos, en Don Giovanni.
Voorts heeft Soustrot onder meer gedirigeerd het Tokyo Philharmonisch Orkest, het Oslo Filharmonisch Orkest, de Bamberger Symphoniker, het NDR-Orchester in Hamburg, het Residentie Orkest, het orkest van het Teatro La Fenice, het Nationaal Symfonieorkest van de RAI in Italië, het Orchestre National de France, het orkest van het Teatro Bellini in Catania, het Nationaal Orkest van België, het English Chamber Orchestra, het orkest van Tel Aviv, het Rotterdams Philharmonisch Orkest en het Nederlandse Radio Symfonie Orkest.
Soustrot houdt zich bezig met het grote symfonische repertoire, maar ook met eigentijdse klassieke muziek. Hem werden toegekend de Prix du Disque, de Prix de la Critique, en de Prix Claude Rostand voor zijn Lulu van Berg in de regie van A. Bourseillers.
- Biblioteca Nacional de España: XX1127345
- Bibliothèque nationale de France: cb138999443 (data)
- Catàleg d'autoritats de noms i títols de Catalunya: 981058515637406706
- CiNii: DA12889664
- Gemeinsame Normdatei: 134526171
- International Standard Name Identifier: 0000 0000 7823 2435
- Library of Congress Control Number: n78084675
- MusicBrainz: 896f98df-bde9-49ba-ad4f-d23e2f71063e
- Nationale Bibliotheek van Tsjechië: mzk2009512128
- Nationale Bibliotheek van Israël: 987007274112005171
- Nederlandse Thesaurus van Auteursnamen: 337801347
- Système universitaire de documentation: 154226262
- Virtual International Authority File: 88565734
- WorldCat: E39PBJhH46g3xVvxxW79Wwxv73